# 't Zand (Utrecht)
't Zand is een buurtje in de Utrechtse buurt Prins Bernhardplein en omgeving gelegen in de wijk Noordwest. Tegenwoordig maakt 't Zand deel uit van de stad Utrecht, maar de buurt is gebouwd in de voormalige gemeente Zuilen op een stukje zand tussen de Amsterdamsestraatweg en Daalseweg. De buurt moet niet verward worden met Het Zand dat in Leidsche Rijn ligt.

## Ontstaan
't Zand is in 1933-1934 gebouwd op initiatief van Woningbouwvereniging Zuilen. De werknaam was Complex 2, dat in navolging van de eerder aangelegde buurten de Lessepsbuurt en de Vliegeniersbuurt, diende het voor de huisvesting van de arbeiders van Werkspoor en Demka. Het bestuur van de vereniging wilde doorgaan met de zelfde architect Flip Hamers maar de gemeente stak, wegens forse budgetoverschrijdingen, daar een stokje voor. De straten zijn vernoemd naar architekten zoals de Bazel, Leliman, Hanrath, de Klerk, la Croix en van der Pek. Het ontwerp is gemaakt door de heren Versteeg en de Vries.

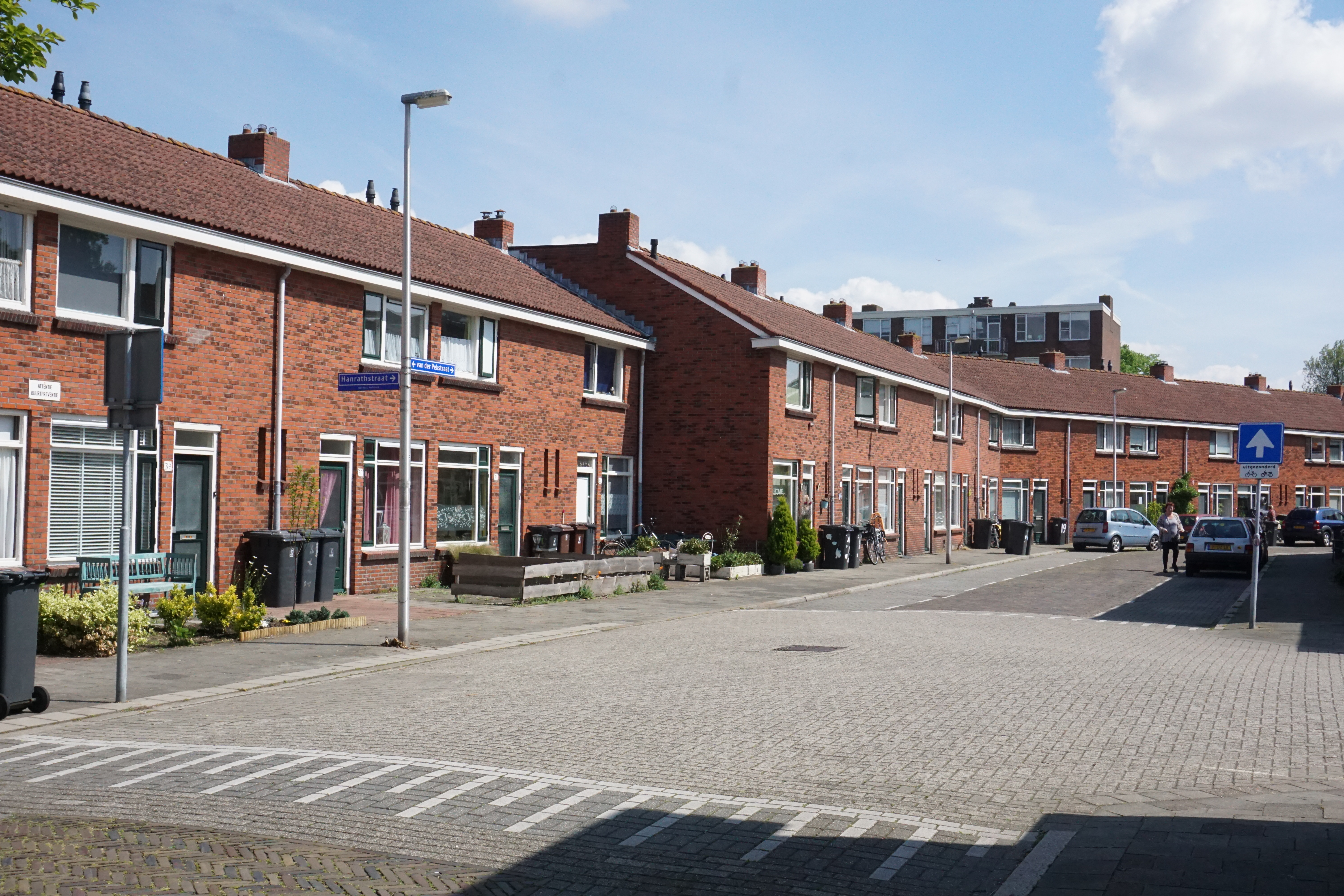
van der Pekstraat
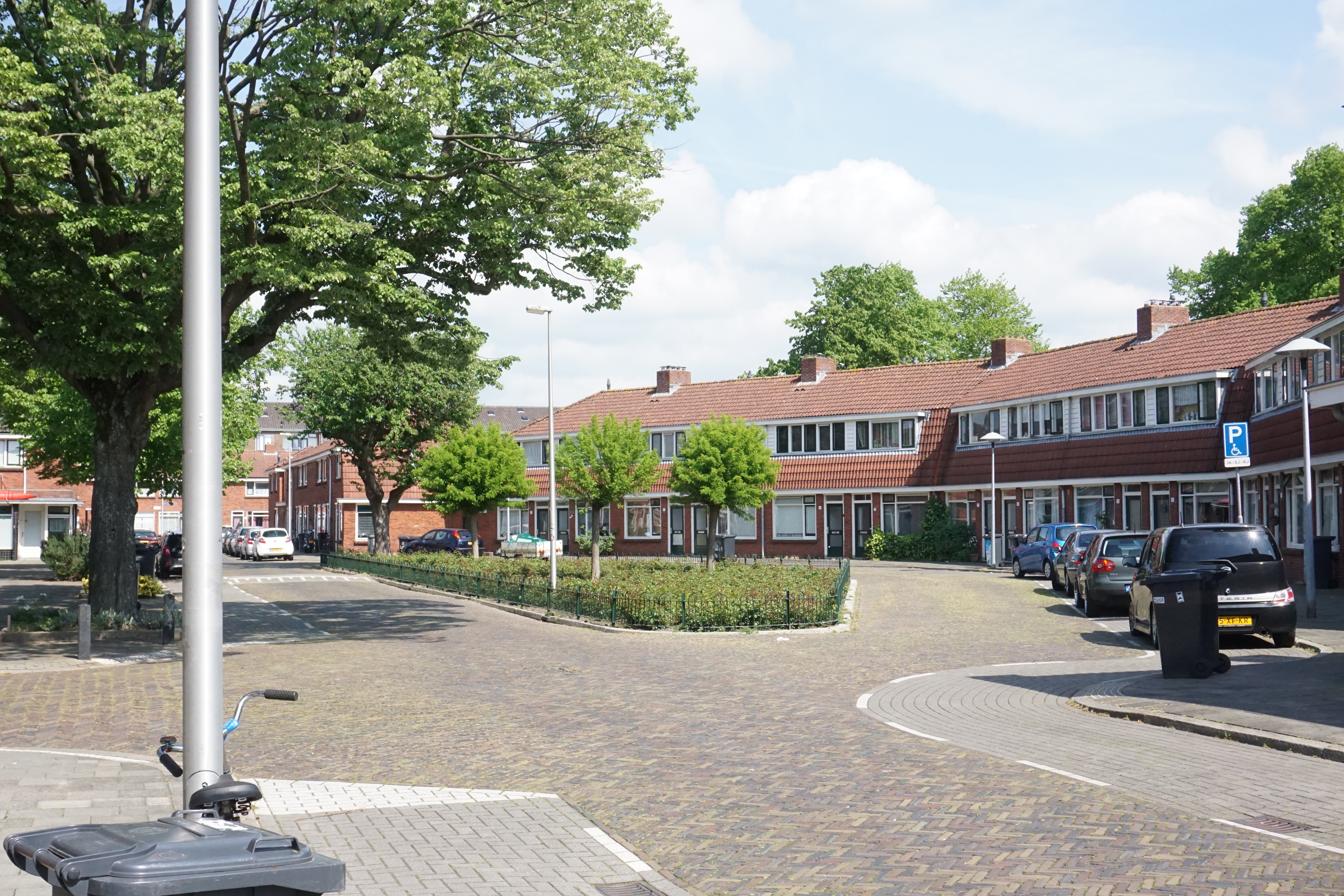
Hanrathstraat
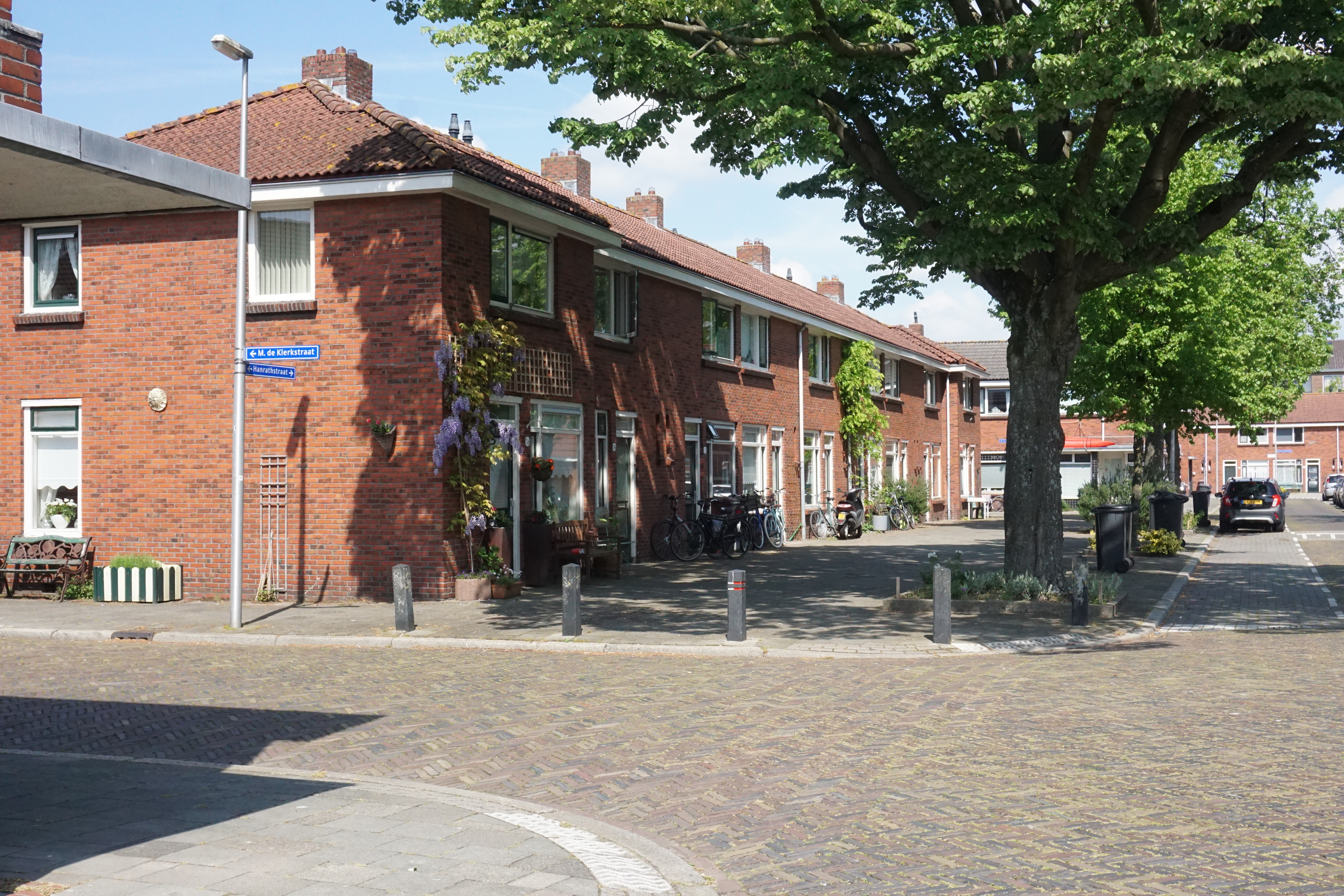
hoek de Klerkstaat - Hanrathstraat